# Impacto
"Impacto" is de eerste single van het album El Cartel III: The Big Boss van de Puerto Ricaanse reggaetonartiest Daddy Yankee.

## Geschiedenis
Dit nummer werd niet uitgebracht in Nederland. Er werd ook een remix uitgebracht met Fergie, die een paar weken later verscheen. Deze kwam echter wel uit in Nederland, in mei 2007. "Impacto" is vele malen genomineerd geweest, waaronder als lied van het jaar op de Premios Lo Nuestro 2008.